# Соловка
Со́ловка (укр. Соловка, словац. Saloka) — село в Чопской городской общине Ужгородского района Закарпатской области Украины.
Население по переписи 2001 года составляло 825 человек. Занимает площадь 0,16 км².

## Персоналии
- Калман Калманович Шовш (1962—2011) — украинский учёный-гунгаролог, политик